# Nasiru Moro
Nasiru Moro, född 24 september 1996, är en ghanansk fotbollsspelare som spelar för Degerfors IF.

## Karriär
Den 31 augusti 2018 lånades Moro ut av ghananska Accra Lions till kroatiska HNK Gorica. Ett år senare blev det en permanent övergång till Gorica för Moro som skrev på ett kontrakt fram till 2022. Han lånades direkt ut till Sesvete  den kroatiska andraligan.
Den 27 juli 2021 värvades Moro av Örebro SK, där han skrev på ett 2,5-årskontrakt. Moro gjorde allsvensk debut den 16 augusti 2021 i en 1–0-förlust mot Varbergs BoIS. Den 14 februari 2024 skrev han på ett tvåårsavtal med Degerfors IF.